# Uruguay az 1988. évi nyári olimpiai játékokon
Uruguay a dél-koreai Szöulban megrendezett 1988. évi nyári olimpiai játékok egyik részt vevő nemzete volt. Az országot az olimpián 8 sportágban 15 sportoló képviselte, akik érmet nem szereztek.

## Atlétika
Női
| Versenyző        | Versenyszám | Előfutam | Előfutam | Előfutam | Negyeddöntő | Negyeddöntő | Negyeddöntő | Elődöntő | Elődöntő | Elődöntő | Döntő   | Döntő    |
| Versenyző        | Versenyszám | Idő      | Hely.    | Össz.    | Idő         | Hely.       | Össz.       | Idő      | Hely.    | Össz.    | Idő     | Helyezés |
| ---------------- | ----------- | -------- | -------- | -------- | ----------- | ----------- | ----------- | -------- | -------- | -------- | ------- | -------- |
| Claudia Acerenza | 100 m       | 12,11    | 7.       | 49.      | kiesett     | kiesett     | kiesett     | kiesett  | kiesett  | kiesett  | kiesett | kiesett  |
| Claudia Acerenza | 200 m       | 24,46    | 6.       | 41.      | kiesett     | kiesett     | kiesett     | kiesett  | kiesett  | kiesett  | kiesett | kiesett  |

## Evezés
Férfi
| Versenyző   | Versenyszám  | Előfutam | Előfutam | Vigaszág | Vigaszág | Elődöntő | Elődöntő | Döntő | Döntő   | Döntő | Helyezés |
| Versenyző   | Versenyszám  | Idő      | Hely.    | Idő      | Hely.    | Idő      | Hely.    | Típus | Idő     | Hely. | Helyezés |
| ----------- | ------------ | -------- | -------- | -------- | -------- | -------- | -------- | ----- | ------- | ----- | -------- |
| Jesús Posse | Egypárevezős | 7:37,92  | 2.       | 7:17,43  | 2.       | 7:27,43  | 4.       | B     | 7:44,18 | 5.    | 11.      |

## Kerékpározás

### Országúti kerékpározás
Férfi
| Versenyző          | Versenyszám   | Idő             | Helyezés |
| ------------------ | ------------- | --------------- | -------- |
| José Asconeguy     | Mezőnyverseny | 4:32:56 (+0:34) | 46.      |
| Alcides Etcheverry | Mezőnyverseny | 4:32:56 (+0:34) | 76.      |

### Pálya-kerékpározás
Pontverseny
| Név              | Versenyszám | Selejtező     | Selejtező     | Selejtező     | Döntő   | Döntő      | Döntő    |
| Név              | Versenyszám | Pont          | Körhátrány    | Hely.         | Pont    | Körhátrány | Helyezés |
| ---------------- | ----------- | ------------- | ------------- | ------------- | ------- | ---------- | -------- |
| Federico Moreira | Férfi       | nem ért célba | nem ért célba | nem ért célba | kiesett | kiesett    | kiesett  |

## Ökölvívás
| Versenyző           | Versenyszám | Selejtező                      | 32-es főtábla          | Nyolcaddöntő      | Negyeddöntő       | Elődöntő          | Döntő             | Helyezés |
| Versenyző           | Versenyszám | Ellenfél Eredmény              | Ellenfél Eredmény      | Ellenfél Eredmény | Ellenfél Eredmény | Ellenfél Eredmény | Ellenfél Eredmény | Helyezés |
| ------------------- | ----------- | ------------------------------ | ---------------------- | ----------------- | ----------------- | ----------------- | ----------------- | -------- |
| Daniel Freitas      | Könnyűsúly  | Giorgio Campanella (ITA) · RSC | kiesett                | kiesett           | kiesett           | kiesett           | kiesett           | 33.      |
| Juan Carlos Montiel | Középsúly   | erőnyerő                       | Chris Sande (KEN) · KO | kiesett           | kiesett           | kiesett           | kiesett           | 17.      |

RSC – a mérkőzésvezető megállította a mérkőzést

## Öttusa
| Versenyző           | Versenyszám | Lovaglás | Lovaglás | Lovaglás | Vívás    | Vívás | Vívás | Úszás   | Úszás | Úszás | Lövészet | Lövészet | Lövészet | Futás    | Futás | Futás | Összesen    | Összesen |
| Versenyző           | Versenyszám | Idő      | Pont     | Hely.    | Pontszám | Pont  | Hely. | Idő     | Pont  | Hely. | Eredmény | Pont     | Hely.    | Idő      | Pont  | Hely. | Összes pont | Helyezés |
| ------------------- | ----------- | -------- | -------- | -------- | -------- | ----- | ----- | ------- | ----- | ----- | -------- | -------- | -------- | -------- | ----- | ----- | ----------- | -------- |
| Alejandro Michelena | Egyéni      | 1:56,39  | 912      | 41.      | 12–52    | 429   | 63.   | 4:17,84 | 812   | 63.   | 191      | 934      | 22.      | 15:54,48 | 703   | 61.   | 3790        | 62.      |

## Súlyemelés
| Versenyző       | Versenyszám | Szakítás | Szakítás | Lökés      | Lökés      | Összesen | Helyezés |
| Versenyző       | Versenyszám | Eredmény | Helyezés | Eredmény   | Helyezés   | Összesen | Helyezés |
| --------------- | ----------- | -------- | -------- | ---------- | ---------- | -------- | -------- |
| Germán Tozdjián | 90 kg       | 140,0    | 14.      | nem indult | nem indult | kiesett  | kiesett  |

## Úszás
Férfi
| Versenyző        | Versenyszám | Előfutam | Előfutam | Előfutam | Döntő   | Döntő   | Döntő   | Helyezés |
| Versenyző        | Versenyszám | Idő      | Hely.    | Össz.    | Típus   | Idő     | Hely.   | Helyezés |
| ---------------- | ----------- | -------- | -------- | -------- | ------- | ------- | ------- | -------- |
| Carlos Scanavino | 100 m gyors | 52,52    | 2.       | 39.      | kiesett | kiesett | kiesett | kiesett  |
| Carlos Scanavino | 200 m gyors | 1:51,42  | 6.       | 19.      | kiesett | kiesett | kiesett | kiesett  |
| Carlos Scanavino | 400 m gyors | 3:54,86  | 6.       | 15.      | B       | 3:54,36 | 4.      | 12.      |

## Vitorlázás
Férfi
| Versenyző                                        | Versenyszám | Futam  | Futam | Futam | Futam | Futam | Futam  | Futam | Pontszám | Helyezés |
| Versenyző                                        | Versenyszám | 1      | 2     | 3     | 4     | 5     | 6      | 7     | Pontszám | Helyezés |
| ------------------------------------------------ | ----------- | ------ | ----- | ----- | ----- | ----- | ------ | ----- | -------- | -------- |
| Alejandro Ferreiro Bernd Knuppel                 | Csillaghajó | (28,0) | 28,0* | 24,0  | 25,0  | 26,0  | 18,0   | 28,0  | 149,0    | 21.      |
| Héber Ansorena Horacio Carabelli Luis Chiapparro | Soling      | 23,0   | 21,0  | 22,0  | 15,0  | 20,0  | (25,0) | 21,0  | 122,0    | 16.      |

* - nem indult